# Калійні солі
Калійні солі (англ. potash salts, potassium salts; нім. Kalisalze n pl) — група генетично пов'язаних легкорозчинних у воді калієвих і калієво-магнієвих мінералів та порід, у хімічному складі яких основну роль відіграють катіони К+, Mg2+ і аніони Cl-, SO42-.

## Склад
Калійні солі — важливі корисні копалини. У калійних солях як породоутворюючий мінерал завжди присутній галіт, у вигляді домішок — ангідрит, гіпс, карбонати, алюмосилікати, іноді кізерит, бішофіт, тахгідрит, левеїт та інш. Разом з кам'яною сіллю калійні солі утворюють гірські породи, що залягають у вигляді пластів потужністю від декількох сантиметрів до десятків метрів і поширені на площах від декількох до тисяч км². У залежності від вмісту SO42- у складі калійних солей родовища можуть бути: сульфатні, хлоридні або змішані.

## Запаси
За підрахунками геологів, запаси калійних солей складають близько 0,01 % суми запасів кам'яної солі, яка їх вміщує. У геологічному минулому родовища і басейни калійних солей виникали у всі періоди (крім ордовика) розвитку Землі від пізнього докембрію і кембрію до плейстоцену і голоцену включно. Калійні родовища і басейни виявлені в межах всіх континентів, за винятком Антарктиди. Просторово вони розташовані як всередині континентів, так і на їх околицях.

## Родовища
Родовища калійних солей розвивалися в пасивних та активних частинах континентів. Типові представники солеродних басейнів пасивних околиць — Прип'ятсько-Дніпровсько-Донецький, Західно-Португальський, Верхньорейнський; активних околиць — Передкарпатський (Бориславо-Покутський покрив, Стебницьке родовище калійних солей, Калусько-Голинське родовище калійних солей), Передуральський (Верхньокамський соленосний басейн), Передкавказький.
Загальні світові запаси калійних солей оцінюються в 100 млрд т К2О. Більше 95 % калійних солей, що добуваються, використовується для калійних добрив.